# Роберт Фінк
Роберт Фінк (англ. Robert Finke; нар. 6 листопада 1999) — американський плавець, дворазовий олімпійський чемпіон 2020 року.

## Кар'єра
Роберт Фінк представляє на студентському рівні Університет Флориди. У 2021 році йому вдалося перемогти на Олімпійському відборі США на дистанціях 800 та 1500 метрів та увійти до складу збірної США на Олімпійські ігри 2020 у Токіо.
27 липня 2021 року відбулися попередні запливи на дистанції 800 метрів вільним стилем. Фінк із часом 7:42.72 вийшов у фінал із третім часом. У фінальному запливі, що відбувся 29 липня, американець не був лідером, але на останніх 50 метрах здійснив ривок, випередивши усіх суперників. Час 7:41.87, який показав спортсмен у фіналі, став новим національним рекордом.
30 липня американець стартував на дистанції 1500 метрів, кваліфікувавшись у фінал із другим часом. У фіналі, що відбувався 1 серпня, Фінк також тримався серед лідерів, а фінальний ривок зробив його дворазовим олімпійським чемпіоном.

## Виступи на Олімпійських іграх
| Олімпіада  | Дисципліна            | Час        | Місце |
| ---------- | --------------------- | ---------- | ----- |
| Токіо 2020 | 800 м вільним стилем  | 7:41.87 NR | 1     |
| Токіо 2020 | 1500 м вільним стилем | 14:39.65   | 1     |